# Lear Corporation

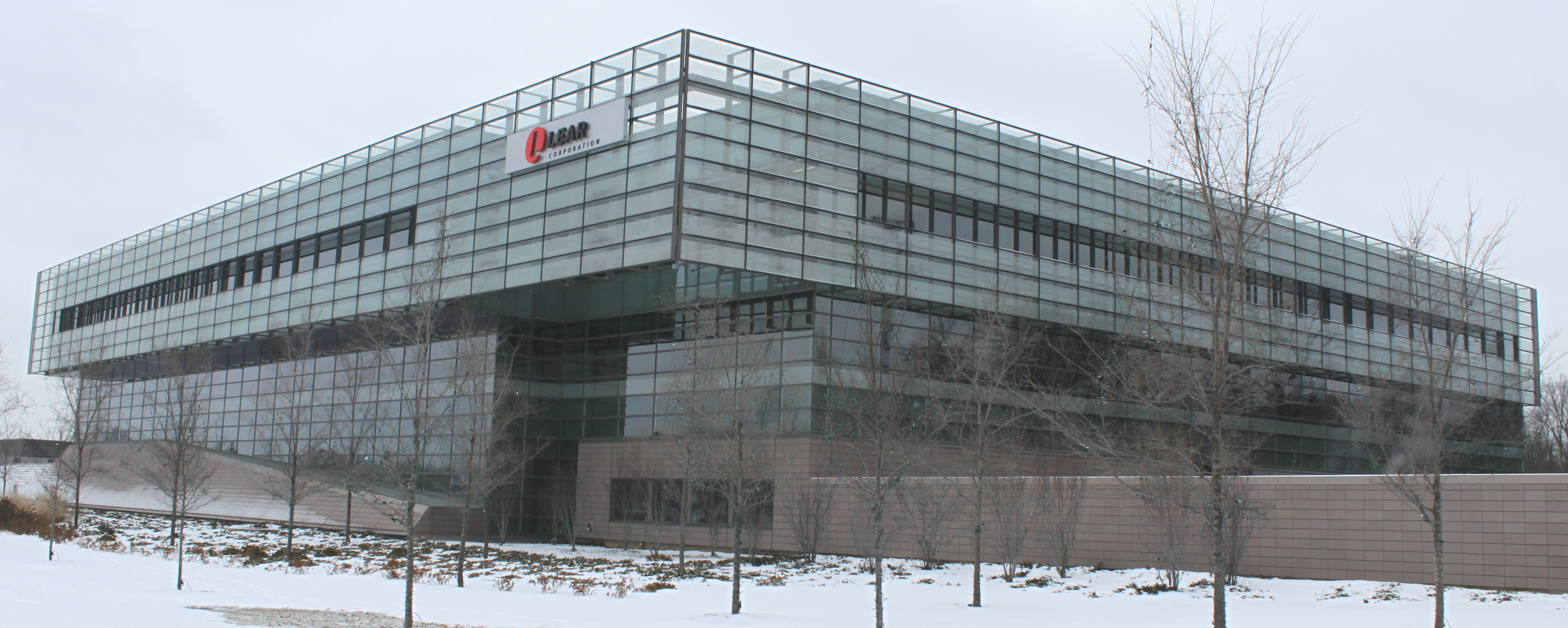
Hauptquartier in Southfield, USA

Die Lear Corporation ist ein weltweit tätiger Fahrzeugzulieferer mit Sitz in Southfield, Michigan.
Das Unternehmen hat den Schwerpunkt seiner Tätigkeit im Bereich Innenausstattungssysteme für PKW und gilt als der weltweit elftgrößte Zulieferer für die Autoindustrie. Im Jahr 2022 betrug der Umsatz rund 20 Mrd. US-Dollar und das Unternehmen beschäftigte 186.600 Mitarbeiter.
Die Geschichte von Lear lässt sich zurückverfolgen bis in das Jahr 1917. Im Jahr 1996 erhielt das Unternehmen seinen heutigen Namen beim Gang an die Börse.
In Deutschland ist Lear Corporation vertreten in:
Bersenbrück, Besigheim, Bremen, Eisenach, Ginsheim-Gustavsburg, Kronach, Köln, Garching, Oberding, Remscheid, Rietberg, Saarlouis, Sindelfingen, Wackersdorf, Wismar und Wolfsburg.
Das Lear Werk Wackersdorf, gegründet 1995, fertigt die Sitzgarnituren in reihenfolgesynchroner Produktion für den BMW 1er Reihe sowie für die BMW 3er Reihe und liefert sie an das BMW-Werk Regensburg aus. Rund 300.000 Carsets verlassen jährlich das Werk, es gilt als eines der Benchmark-Werke.
Das Lear Werk Sindelfingen entwickelt und fertigt die Fahrzeugsitzanlagen und deren E-Systeme für Porsche (Baureihen 911 und Panamera) sowie für diverse Mercedes-Benz-Modelle.
Am 7. Juli 2009 beantragte die Lear Corporation Gläubigerschutz nach Chapter 11 des US-Insolvenzrechts. Lear-Betriebe außerhalb der USA und Kanadas waren nicht betroffen.
Am 9. November 2009 kam die Lear Corporation mit weniger als 1 Mrd. USD Schulden aus der Insolvenz. Die Firma hatte nach eigenen Angaben die Schulden um mehr als 2,8 Mrd. USD verringert.
Hauptkonkurrent ist Johnson Controls.
Am 31. März 2025 hat Lear seine Produktion am Standort Kronach geschlossen. 350 Beschäftigte sind betroffen gewesen. 100 Arbeitsplätze bleiben bestehen, denn die Entwicklung von Lear bleibt in Kronach.